# Ismael Grasa
Ismael Grasa (Huesca, 1968) es escritor y profesor de filosofía español, encuadrado dentro de la Generación X. Colabora en medios de prensa como "Heraldo de Aragón", donde escribe semanalmente en la edición oscense, "El País" o "Letras libres".

## Biografía
Estudió Filosofía en Pamplona y en Madrid. Vive en Zaragoza. Ha publicado los libros De Madrid al cielo (Premio Tigre Juan), Días en China, Sicilia, Nueva California y Trescientos días de sol. Trabajó en China como profesor de español de la Universidad de Lenguas Extranjeras de Xi'an. Aparece como actor invitado en las películas de David Trueba: Obra maestra, protagonizada por Ariadna Gil, Santiago Segura y Pablo Carbonell, donde interpreta a un guardia de seguridad, y Bienvenido a casa, protagonizada por Pilar López de Ayala, Alejo Sauras y Jorge Sanz, donde interpreta a un padre en las sesiones de preparación al parto de su mujer. Desde 2005 es profesor de Filosofía de bachillerato en el colegio Liceo Europa de Zaragoza. El 31 de octubre de 2007 se le concedió el premio Ojo crítico de Narrativa por su obra 'Trescientos días de sol'.

## Obra
- De Madrid al cielo (novela) (Anagrama, 1994), Premio Tigre Juan
- La esforzada disciplina del aristócrata (Ayuntamiento de Toledo, 1994. Premio Félix Urabayen de Novela Corta
- Días en China (novela) (Anagrama, 1996)
- Fuera de casa (Plaza & Janés, 1999)
- Nueva California (relatos y poemas) (Xordica, 2003)
- Sicilia (viajes) (El Cobre, 2000)
- La Tercera Guerra Mundial (novela) (Anagrama, 2002)
- Trescientos días de sol (relatos) (Xordica, 2007), Premio Ojo Crítico de Narrativa
- Brindis (novela) (Xordica, 2008)
- La flecha en el aire: Diario de la clase de filosofía (ensayo) (Debate, 2011)
- El jardín (relatos) (Xordica, 2015)
- Una ilusión (Xordica, 2016)
- La hazaña secreta (Turner, 2017). ISBN: 978-84-17141-57-8.[2][3]

### Antologías
- Madrid, Nebraska. EE.UU en el relato español del siglo XXI. Edición y prólogo de Sergi Bellver. Bartleby, 2014.[4]

## Premios
- Premio Tigre Juan de novela por De Madrid al cielo.
- Premio Félix Urabayen de Novela Corta
- Premio Ojo crítico de Narrativa por su obra 'Trescientos días de sol'.

- Mathurin Ovono Ebè, "Las trayectorias urbanas en Les Matitis de Hubert Freddy Ndong Mbeng y De Madrid al cielo de Ismael Grasa: una aproximación comparada de los textos literarios gabonés y español de fin del siglo XX, In Les Ecritures gabonaises: histoire, thème et langues, Tome 2, Libreville, ODEM, 2011, ISBN 978-2-919487-00-4
- Mathurin Ovono Ebè, "L'Afrique des clichés dans La tercera guerra mundial d'Ismael Grasa", In La fabrique du Noir imaginaire, Libreville, ODEM, 2013